# Pierre Nueno
Pierre Nueno, nacido el 15 de mayo de 1996 en Pau (Pirineos Atlánticos), es un jugador franco-español de rugby que juega como centro en el RC Narbonne. Es internacional español desde 2020.

## Carrera

### Formación
Pierre Nueno nació el 15 de mayo de 1996 en Pau. Creció en Béarn, en Lée, localidad del casco urbano de Pau. Nueno comienza inicialmente con el fútbol, ya que su padre es entrenador. Empieza a jugar al rugby a los 6 años en el Avenir de Bizanos en los Pirineos Atlánticos.
Se une al centro de formación de la Section Paloise en 2017, a partir de la categoría cadete.

### En club
Con la Section Paloise, Pierre Nueno juega principalmente con el equipo espoir. Hace algunas apariciones con el equipo profesional durante las temporadas de Top 14 2017-18, 2018-19 y 2019-20, así como en el European Rugby Challenge Cup.
El 1 de febrero de 2020, Nueno participa en el Supersevens 2020, una competición profesional de rugby a siete, y alcanza la final, perdiendo 28 a 12 contra el Racing 92.
Al final de la temporada 2019-2020, es liberado de su último año de contrato por la Section Paloise para unirse al RC Narbonne.,
Pierre Nueno firma por dos temporadas con el club de Aude en mayo de 2020. Disputa su primer partido de Nacional en la segunda jornada, en el desplazamiento al RC Suresnes. Termina la temporada 2020-2021 con 19 partidos disputados y 6 ensayos anotados. En marzo de 2022, prolonga su contrato hasta junio de 2024. Nueno se impone como un pilar del equipo de Narbona.

## En equipo nacional
En febrero de 2020, Pierre Nueno elige jugar para la selección de rugby de España. Es elegible para la selección por sus abuelos, quienes tenían nacionalidad española. Participa ese mismo año en el Campeonato Internacional de Europa. Juega dos partidos durante esta edición.